# ブリルギテイ
ブリルギテイ（モンゴル語: Bürilgitei、中国語: 卜憐吉歹、生没年不詳）は、大元ウルスに仕えた将軍・政治家。
『元史』などの漢文史料では卜憐吉帯(bŭliánjídài)、不隣吉帯(bùlínjídài)と記されるが、原音はBürilgiteiであると考えられている。

## 概要
ブリルギテイはチンギス・カンに仕えて活躍したスブタイの孫、南宋遠征の司令官として活躍したアジュの息子として生まれた。スブタイは「四狗」の一人と称されたチンギス・カンの最側近の一人、その息子のウリヤンカダイは雲南平定・ヴェトナム侵攻の功労者、その息子のアジュは南宋平定の副将格として活躍するなど、いずれも抜群の武功を残したモンゴル屈指の武門の名家であった。
ブリルギテイが史料上に現れ始めるのは至元20年（1283年）からのことで、この年建寧路で起こった畲族の黄華の叛乱鎮圧に史弼とともに派遣された。黄華の軍勢は10万と号する大軍であり、頭陀軍とも称して南宋の復興を掲げていたが、ブリルギテイらは2万5千の兵を率いてこれを平定した。
至元22年（1291年）11月、江淮行省平章政事として東海岸地域の防備について以下のように上奏している。
この上奏では前年に職を辞したマングダイによる江南駐屯軍の配置換えを改悪であると非難しており、ブリルギテイの意見を認めたクビライによって江南駐屯軍は再度配置換えを行うこととなった。
至元26年（1289年）、黄華と同じく畲族であった鍾明亮に呼応する形で婺州の賊5万が武義県を掠奪したため、ブリルギテイがこれを討伐した。至元30年（1293年）2月頃には江淮行枢密院の職に就いており、至元31年（1294年）にはカルルク兵及びかつてナヤンの乱に荷担していた者達700名余を率いて水上戦闘を習練するよう命じられている。クビライが亡くなり、オルジェイトゥ・カアン（テムル）が即位した後もしばらくは江淮行枢密院に属していたが、オルジェイトゥ・カアンの治世の末には河南行省丞相の地位に即いた。ブリルギテイが江南方面から河南行省に転任となったのは、スベエテイ家が始祖スベエテイが汴梁攻略に携わって以来汴梁を本拠地としていたためと考えられる。河南行省丞相としては、王約の活動を支援したことなどが知られている。
大徳11年（1307年）、オルジェイトゥ・カアンが亡くなるとその妻のブルガンは自らの権力を守るため、最も血統的に帝位に近いカイシャン、アユルバルワダ兄弟ではなく安西王アーナンダを帝位に即けようと図った。これに反発したハルガスンら反ブルガン派官僚は密かに懐州に居住するアユルバルワダとその母のダギに使者を送り、アユルバルワダを擁立して宮廷クーデターを起こす計画を始めた。ダギ、アユルバルワダによって協力者として集められたのがチャガタイ家のトレ、ナンギャダイ、そしてブリルギテイらであり、彼等はクーデターを成功させて一旦はアユルバルワダが最高権力者の地位に即いた。ところがアユルバルワダの兄のカイシャンも同時期に報せを受けて帝位に即くべく行動を始めており、モンゴリアで強大な軍団を率いるカイシャン派にアユルバルワダ派は譲歩せざるを得ず、結局はカイシャンがクルク・カアン（武宗）として即位した。そのため、宮中クーデター成功の立役者の一人であるはずのブリルギテイはクルク・カアン政権下ではあまり栄達できなかった。
その後、クルク・カアンが急死しアユルバルワダがブヤント・カアンとして即位すると、皇慶元年（1312年）に中央の要職につけるべきだとの上奏が王約により出され、延祐元年（1314年）、ブリルギテイは河南王とされた。当時としては皇族でなく、準皇族のキュレゲン（女婿）でもない臣下が王号を授与されるのは異例のことであり、ブヤント・カアンのブリルギテイへの信任ぐあいが窺える。また別の機会には、ブヤント・カアンはハルガスン、ブリルギテイ、ナンギャダイらの助言を聞いたからこそ帝位に即くことができたと語っている。
ブリルギテイは遅くとも天暦2年（1329年）以前には亡くなっているが、晩年の事蹟についてはほとんど記録が残っていない。ただし、元末に陶宗儀によって編纂された『輟耕録』には河南行省丞相時代のブリルギテイの鷹揚さを示すエピソードが収録されている。『輟耕録』によると、ブリルギテイが河南行省の丞相を務めていたある時、田栄甫という吏が決済のため印をもらいに訪れたが、ブリルギテイはこれを宴会に誘った。宴の最中にブリルギテイは印を箱から取り出させたが、田は誤ってこれを落としてしまい、印はブリルギテイの服の上に落ちた。この日、たまたまブリルギテイは新調したばかりの服を着ており、服は朱色に汚れたが、ブリルギテイは全く動じず歓談を続けたという。

## 子孫
屠寄は『蒙兀児史記』において1320年代頃に「代々河南において高官であった」と称される「童童（Tongtong）」がブリルギテイの後継者であったとする。童童は泰定4年（1327年）に河南行省平章政事、至順2年（1331年）に江浙行省平章政事・太禧宗禋院使を務めており、ブリルギテイがかつて赴任していた地域を歴任している。ただし、『元史』の本紀では童童は常に御史台から「奸利をなし」、「淫侈不潔」であったとして弾劾を受けており、朝廷と摩擦を抱えていたと見られる。

## ウリヤンカン部スブタイ家
- 千人隊長スブタイ（Sübe'etei ＞速別額台/sùbiéétái,سوبداى/sūbdā'ī）
  - 大元帥ウリヤンカダイ（Uriangqadai ＞兀良合台/wùliánggĕtái,اوريانكقداى/ūrīānkqadāī）
    - 都元帥ココチュ/ココテイ（Kököčü/Kökötei ＞闊闊帯/kuòkuòdài,كوكچو/kūkuchū）
    - 都元帥・中書左丞相アジュ（Aju ＞阿朮/āzhú,آجو/ājū）
      - 河南王ブリルギテイ（Bürilgitei ＞卜憐吉帯/bŭliánjídài）
        - 江浙行省平章政事トントン（Tongtong ＞童童/tóngtóng）